# Церква Покрови Пресвятої Богородиці (Заліщики)
Церква Покрови Пресвятої Богородиці в Заліщиках — парафіяльний храм греко-католицької громади Заліщицького деканату Бучацької єпархії Української греко-католицької церкви в місті Заліщиках Чортківського району Тернопільської области, Україна.

## Історія церкви
Перша письмова згадка про церкву в Заліщиках датується 1718 роком. Парафіяльний будинок був збудований у 1846 році, а будинок для сотрудника — у 1815 році. Метричні книги ведуться з 1776 року.
Нинішній кам'яний храм збудували у 1864—1873 роках і освятили 13 жовтня 1873 року. Парафія належала до УГКЦ до 1946 року, потім з 1946 по 1962 рік — до РПЦ. У 1962 році радянська влада закрила храм, і з 1974 по серпень 1989 року в ньому розміщувався районний краєзнавчий музей. У грудні 1989 року парафія і храм повернулися в лоно УГКЦ.
У 2000 році парафію відвідав владика Іриней Білик. Теперішній правлячий архієрей Бучацької єпархії Димитрій Григорак також майже щороку відвідує парафію, його остання візитація відбулася у 2012 році.
У храмі зберігаються мощі блаженної Йосафати Гордашевської. Також її мощі, а також мощі сестри Тарсикії Мацьків, знаходяться в монастирі сестер Служебниць ЗССНДМ. Відпуст відбувається на свято Покрови Пресвятої Богородиці.
При парафії діють:
- Спільнота «Матері в молитві».
- Братство «Апостольство молитви».
- Вівтарна дружина і Марійська дружина.
- Дитяча захоронка.
- Хорова капела «Гомін» і дитячий хор «Ангелятко».

Катехизацію проводять священник, сестри Служебниці та катехити.

## Парохи
- о. Гаврило Щиглович,
- о. Теодор Дідинський,
- о. Лніцела де Галька Галькевич,
- о. Павло Мартинковський ([1832], адміністратор),
- о. Йосиф Чернявський ([1836], адміністратор),
- о. Михайло Рожанковський ([1838]—1860+),
- о. Леопольд Залеський (1860—1862, адміністратор),
- о. Теодор Лісевич (1862—1873),
- о. Олександр Княгиницький (1873—1874, адміністратор),
- о. Ємануїл Княгиницький,
- о. Ілля Чорнодоля,
- о. Василь Попалкж,
- о. Петро Мельничук,
- о. Роман Добрянський,
- о. Ігнатій Заяць,
- о. Роман Добрянський,
- о. Іван Чокур,
- єпископ Яків Тимчук, ЧСВВ,
- о. Єронім Тимчук, ЧСВВ,
- о. Степан Захарків, ЧНІ,
- о. Ярослав Мартинюк,
- о. Ігнатій Заяць,
- о. Богдан Срібняк (1989),
- о. Тарас Сеньків (1989—1991),
- о. Василь Погорецький (1991—1993),
- о. Никодим Гуралюк (1993—1995),
- о. Іван Сендзюк (з 1996),
- о. Онуфрій Швигар (сотрудник).